# Fraisse-sur-Agout
Fraisse-sur-Agout – miejscowość i gmina we Francji, w regionie Oksytania, w departamencie Hérault.

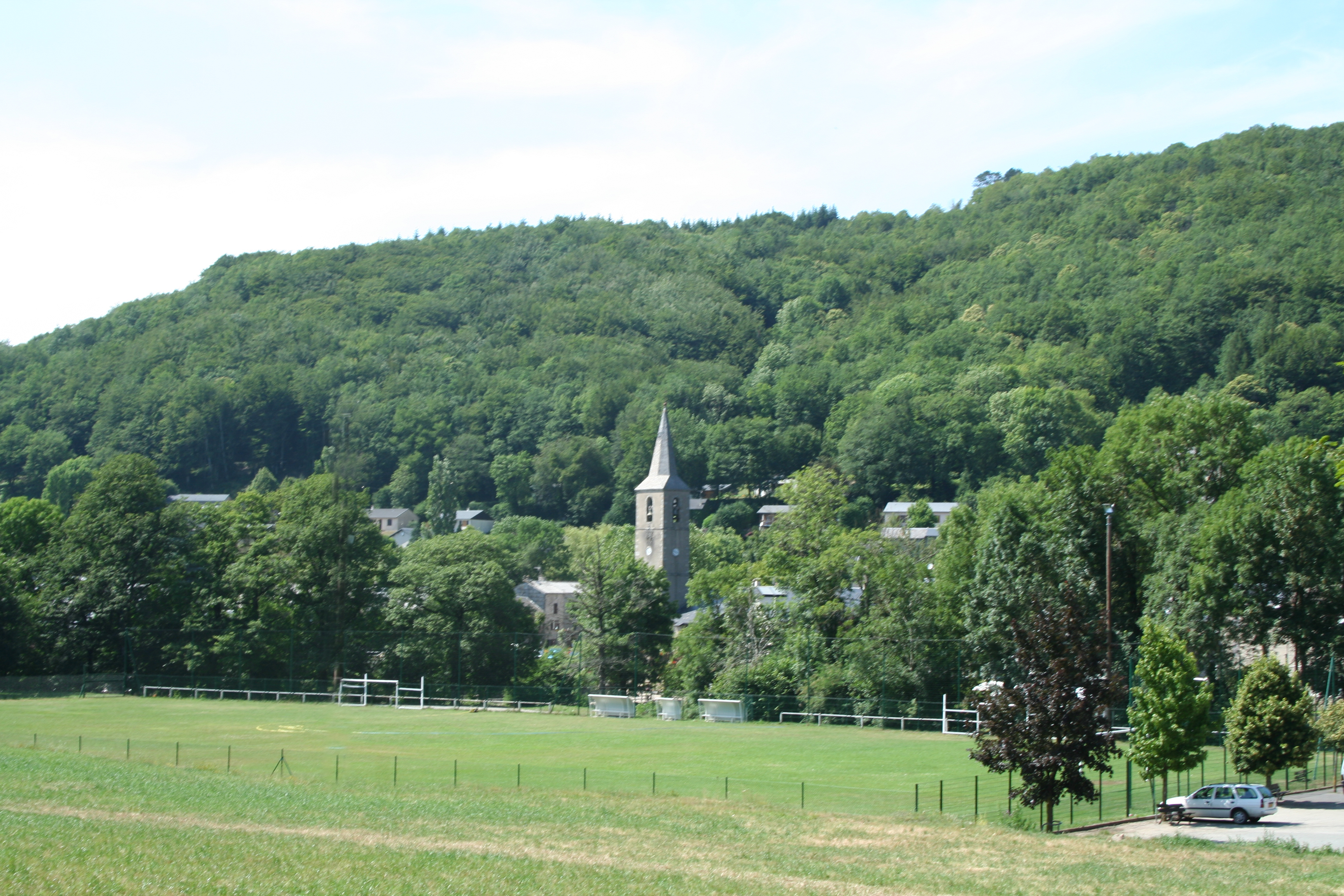

Według danych na rok 1990 gminę zamieszkiwało 249 osób, a gęstość zaludnienia wynosiła 4 osoby/km² (wśród 1545 gmin Langwedocji-Roussillon Fraisse-sur-Agout plasuje się na 667. miejscu pod względem liczby ludności, natomiast pod względem powierzchni na miejscu 30.).